# Xerocrassa derogata
Xerocrassa derogata is een slakkensoort uit de familie van de Hygromiidae. De wetenschappelijke naam van de soort is voor het eerst geldig gepubliceerd in 1859 door L. Pfeiffer.